# Syntemna stylatoides
Syntemna stylatoides är en tvåvingeart som beskrevs av Zaitzev 1994. Syntemna stylatoides ingår i släktet Syntemna och familjen svampmyggor. Arten är reproducerande i Sverige. Inga underarter finns listade i Catalogue of Life.